# Pierre-Luc Sleigher
Pierre-Luc Sleigher (né le 12 février 1982 à La Prairie, dans la province de Québec au Canada) est un joueur professionnel canadien de hockey sur glace,. Il évolue au poste d'ailier droit. Il est le neveu de l'ancien joueur de la Ligue nationale de hockey Louis Sleigher.

## Carrière de joueur
En 1999, les Tigres de Victoriaville repêchent Sleigher au cours de la séance de sélection de la Ligue de hockey junior majeur du Québec en provenance du Collège Charles-Lemoyne en Midget AAA. En saison régulière, il est le joueur le plus pénalisé de l'équipe avec 287 minutes et possède le moins bon différentiel ex-aequo avec plusieurs joueurs (+/- de -26). Les Tigres emmenés par Carl Mallette et les jumeaux Marc André et Thinel s'inclinent 4-2 contre les Cataractes de Shawinigan en huitième de finale des séries éliminatoires. La saison suivante, après avoir passé l'obstacle des Voltigeurs de Drummondville, les Foreurs de Val d'Or leur barrent la route en quart de finale.
Les frères Thinel passés professionnels, les coéquipiers de Danny Groulx remportent néanmoins la Coupe du président 2002. Sleigher inscrit 90 points puis 20 en éliminatoires. Si le meilleur pointeur de l'équipe en saison puis en post-saison est Matthew Lombardi, le retour de blessure d'Antoine Vermette est un facteur important dans la victoire des Tigres. Puis, ils participent à la Coupe Memorial. Sleigher inscrit le but de la victoire 5-4 en prolongation contre les Otters d'Érié. En finale, l'Ice de Kootenay s'impose 6-3.
Le capitaine est le seul joueur des Tigres a passé la barre des 100 points en saison régulière 2002-2003. Shawinigan s'impose 4-0 en huitième de finale. Et Sleigher devient le joueur le plus pénalisé de l'histoire de la franchise avec 1021 minutes de prison.
En 2003, il passe professionnel dans l'ECHL avec les Boardwalk Bullies d'Atlantic City. Sleigher inscrit 38 points en 63 matchs. L'équipe s'incline au tour qualificatif 3 victoires à 1 contre les Rivermen de Peoria. En juin 2005, il est échangé avec plusieurs joueurs au Storm de Toledo. Ils s'inclinent au premier tour des séries 3-1 contre les Royals de Reading. Les Gulls de San Diego sont sa troisième équipe professionnelle. L'attaquant québécois est le troisième pointeur de l'équipe avec 50 points en 72 matchs. Les Falcons de Fresno les éliminent 4-0 au premier tour des éliminatoires de la Coupe Kelly.
Il lance sa carrière en Europe en 2006 en signant avec les Diables rouges de Briançon. Il est recruté par l'entraîneur Luciano Basile désireux de donner du caractère à son équipe. Il l'aligne avec le passeur Jean-François Dufour et le centre international hongrois Márton Vas. Les diables rouges s'inclinent en quart de finale de la Coupe de la Ligue face à Grenoble, futur vainqueur de l'épreuve. L'équipe atteint la demi-finale en Coupe de France 2007 battue 4-3 chez les Dauphins d'Épinal malgré deux buts de Sleigher. Concernant la Ligue Magnus, le numéro 26 des diables rouges finit meilleur pointeur de cette équipe avec 50 points. Il termine meilleur buteur de la saison régulière avec 30 buts et troisième pointeur derrière ses anciens coéquipiers, les frères Thinel, fers de lance des Dragons de Rouen. L'équipe des Hautes-Alpes s'incline en demi-finale trois victoires à deux contre les Brûleurs de Loups de Grenoble. Sleigher inscrit 5 buts lors de cet affrontement. Les grenoblois sont sacrés contre Morzine-Avoriaz cette année-là.
Pour la saison 2007-2008, il rejoint le HC Martigny en LNB, le second échelon suisse. Le seul autre étranger de l'équipe Jonathan Bellemare arrive également de France, des Ducs d'Angers. Sleigher remplit son rôle en terminant meilleur pointeur et buteur de l'équipe en inscrit plus de soixante points en 48 parties. Martigny termine douzième et est hors séries éliminatoires. Il finit la saison avec les Rapperswil-Jona Lakers en LNA. Il joue deux matchs en fin de saison régulière et inscrit un triplé contre le Genève-Servette Hockey Club. La saison suivante, il signe au HC Olten. Il termine second pointeur et buteur derrière le finlandais Sami Kaartinen. L'équipe termine cinquième après avoir été éliminée 3 victoires à 1 au premier tour des séries éliminatoires par HC Viège.
En 2009, il intègre l'effectif des Huskies de Cassel entraînés par Stéphane Richer en DEL. À l'issue de la saison, il prolonge son contrat. Cependant, en août 2010, le club cesse ces activités. Il est alors engagé par l'EC Red Bull Salzbourg pour la fin du Trophée européen 2010, mais joue durant cette saison pour les Bietigheim Steelers. La saison suivante, il se lie avec le EC Villacher SV, mais quitte le club autrichien après 15 matchs pour revenir en Allemagne, au SERC Wild Wings.
En septembre 2013 il est libéré par le SERC Wild Wings et il signe un contrat avec l'Isothermic de Thetford Mines de la Ligue nord-américaine de hockey.

## Statistiques
| Saison    | Équipe                             | Ligue            |    | Saison régulière | Saison régulière | Saison régulière | Saison régulière | Saison régulière |   | Séries éliminatoires | Séries éliminatoires | Séries éliminatoires | Séries éliminatoires | Séries éliminatoires |
| Saison    | Équipe                             | Ligue            | PJ | B                | A                | Pts              | Pun              | PJ               | B | A                    | Pts                  | Pun                  |                      |                      |
| 1998-1999 | Collège Charles-Lemoyne            | Midget AAA       | 42 | 17               | 16               | 32               | 60               |                  |   |                      |                      |                      |                      |                      |
| 1999-2000 | Tigres de Victoriaville            | LHJMQ            | 70 | 9                | 4                | 13               | 287              | 6                | 0 | 1                    | 1                    | 28                   |                      |                      |
| 2000-2001 | Tigres de Victoriaville            | LHJMQ            | 70 | 16               | 20               | 36               | 240              | 10               | 1 | 1                    | 2                    | 27                   |                      |                      |
| 2001-2002 | Tigres de Victoriaville            | LHJMQ            | 70 | 39               | 51               | 90               | 268              | 20               | 8 | 12                   | 20                   | 39                   |                      |                      |
| 2002-2003 | Tigres de Victoriaville            | LHJMQ            | 66 | 38               | 67               | 105              | 226              | 4                | 1 | 2                    | 3                    | 8                    |                      |                      |
| 2003-2004 | Boardwalk Bullies de Atlantic-City | ECHL             | 63 | 15               | 23               | 38               | 157              | 4                | 2 | 1                    | 3                    | 16                   |                      |                      |
| 2004-2005 | Storm de Toledo                    | ECHL             | 40 | 12               | 21               | 33               | 78               | 4                | 0 | 0                    | 0                    | 10                   |                      |                      |
| 2005-2006 | Gulls de San Diego                 | ECHL             | 72 | 23               | 27               | 50               | 153              | 4                | 0 | 1                    | 1                    | 10                   |                      |                      |
| 2006-2007 | Briançon                           | Ligue Magnus     | 26 | 30               | 20               | 50               | 40               | 8                | 5 | 4                    | 9                    | 36                   |                      |                      |
| 2006-2007 | Briançon                           | CdF              | 4  | 5                | 1                | 6                | 39               |                  |   |                      |                      |                      |                      |                      |
| 2006-2007 | Briançon                           | CdlL             | 4  | 2                | 2                | 4                | 4                |                  |   |                      |                      |                      |                      |                      |
| 2007-2008 | HC Martigny                        | LNB              | 44 | 30               | 28               | 55               | 77               | -                | - | -                    | -                    | -                    |                      |                      |
| 2007-2008 | Rapperswil-Jona Lakers             | LNA              | 2  | 3                | 0                | 3                | 2                | 1                | 0 | 0                    | 0                    | 0                    |                      |                      |
| 2008-2009 | HC Olten                           | LNB              | 41 | 13               | 30               | 43               | 42               |                  |   |                      |                      |                      |                      |                      |
| 2009-2010 | Cassel Huskies                     | DEL              | 49 | 19               | 24               | 43               | 178              | -                | - | -                    | -                    | -                    |                      |                      |
| 2010      | EC Red Bull Salzbourg              | Trophée européen |    |                  |                  |                  |                  | 2                | 0 | 0                    | 0                    | 25                   |                      |                      |
| 2010-2011 | SC Bietigheim-Bissingen            | 2.bundesliga     | 30 | 14               | 20               | 34               | 63               | 1                | 0 | 1                    | 1                    | 2                    |                      |                      |
| 2011-2012 | EC Villacher SV                    | EBEL             | 15 | 2                | 1                | 3                | 34               | -                | - | -                    | -                    | -                    |                      |                      |
| 2011-2012 | Schwenninger Wild Wings            | 2.bundesliga     | 33 | 19               | 14               | 33               | 50               | 9                | 7 | 7                    | 14                   | 39                   |                      |                      |
| 2012-2013 | Schwenninger Wild Wings            | 2.bundesliga     | 36 | 15               | 20               | 35               | 96               | 13               | 4 | 9                    | 13                   | 12                   |                      |                      |
| 2013-2014 | Isothermic de Thetford Mines       | LNAH             | 40 | 19               | 19               | 38               | 65               | 17               | 7 | 8                    | 15                   | 18                   |                      |                      |
| 2014-2015 | Isothermic de Thetford Mines       | LNAH             | 40 | 18               | 21               | 39               | 66               | 16               | 7 | 6                    | 13                   | 34                   |                      |                      |
| 2015-2016 | Prédateurs de Laval                | LNAH             | 38 | 20               | 26               | 46               | 40               | 13               | 4 | 5                    | 9                    | 12                   |                      |                      |
| 2016-2017 | Éperviers de Sorel-Tracy           | LNAH             | 16 | 2                | 8                | 10               | 30               | -                | - | -                    | -                    | -                    |                      |                      |
|           |                                    |                  |    |                  |                  |                  |                  |                  |   |                      |                      |                      |                      |                      |
| 2018-2019 | BlackJacks de Berlin               | LNAH             | 9  | 0                | 1                | 1                | 6                | -                | - | -                    | -                    | -                    |                      |                      |

## Trophées et honneurs personnels
- Ligue de hockey junior majeur du Québec
  - 2003 : élu joueur offensif de l’année.
- Ligue Magnus
  - 2006-2007 : meilleur buteur de la saison régulière.
  - 2006-2007 : sélectionné dans l'équipe des meilleurs étrangers pour le Match des étoiles.

## Évolution en Ligue Magnus
- Premier match : le 9 septembre 2006 au Mont-Blanc.
- Premier point : le 30 septembre 2006 contre Rouen.
- Premier but : le 9 septembre 2006 au Mont-Blanc.
- Première assistance : le 30 septembre 2006 contre Rouen.
- Plus grand nombre de points en un match : 6, le 17 février 2007 contre Épinal.
- Plus grand nombre de buts en un match : 4: 
 le 21 octobre 2006 contre Anglet; 
le 17 février 2007 contre Épinal.
- Plus grand nombre d'assistances en un match : 2 (à de multiples reprises).